# Licata
Licata er en italiensk by (og kommune) i regionen Sicilien i Italien, med omkring 34.287(2023) indbyggere.